# 济亚拉特库纳尔
Ziarat Konar (波斯語：زيارت كنار，可罗马化成Zīārat Konār)是一座位于伊朗錫斯坦－俾路支斯坦省Khash CountyIrandegan DistrictKahnuk Rural District的村庄。根据2006年的人口普查，总人口数为25，共7个家庭。